# Cupa Campionilor Europeni 1968-1969
Ediția a paisprezecea a Cupei Campionilor Europeni, desfășurată în sezonul 1968-1969 a fost câștigată, pentru a doua oară, de AC Milan care a învins în finală pe AFC Ajax Amsterdam. Deținătoarea trofeului, Manchester United FC a fost eliminată în semifinale.
Câteva echipe, reprezentând țări din blocul comunist, s-au retras în semn de protest față de decizia UEFA de a le pune să joace unele împotriva celorlalte în primul tur.
Ediția 1968-69 vine și cu unele modificări de regulament. Astfel, se stabilește o dată fixă pentru disputarea meciurilor, aceasta fiind fixată într-o zi de miercuri iar intervalul dintre tur și retur fiind stabilit la două săptămâni. Totodată se permite efectarea a două înlocuiri în orice moment al jocului.
România a fost reprezentată de Steaua București care a părăsit competiția în primul tur, fiind eliminată de Spartak TAZ Trnava.

## Șaisprezecimi de finală
| Echipa 1                           | Total  | Echipa 2                     | Turul I | Turul II |
| ---------------------------------- | ------ | ---------------------------- | ------- | -------- |
| AEK Atena FC                       | 5 – 3  | AS la Jeunesse d'Esch        | 3 – 0   | 2 – 3    |
| RSC Anderlecht Bruxelles           | 5 – 2  | Glentoran FC Belfast         | 3 – 0   | 2 – 2    |
| Floriana FC                        | 1 – 3  | FC Reipas Lahti              | 1 – 1   | 0 – 2    |
| Malmö FF                           | 3 – 5  | AC Milan                     | 2 – 1   | 1 – 4    |
| Manchester City FC                 | 1 – 2  | Fenerbahçe SK Istanbul       | 0 – 0   | 1 – 2    |
| 1. FC Nürnberg                     | 1 – 5  | AFC Ajax Amsterdam           | 1 – 1   | 0 – 4    |
| AS Saint-Étienne                   | 2 – 4  | Celtic FC Glasgow            | 2 – 0   | 0 – 4    |
| Steaua București                   | 3 – 5  | Spartak TAZ Trnava           | 3 – 1   | 0 – 4    |
| Rosenborg BK Trondheim             | 4 – 6  | SK Rapid Viena               | 1 – 3   | 3 – 3    |
| Knattspyrnufélagið Valur Reykjavík | 1 – 8  | SL Benfica Lisabona          | 0 – 0   | 1 – 8    |
| Waterford United FC                | 2 – 10 | Manchester United FC         | 1 – 3   | 1 – 7    |
| FC Zürich                          | 3 – 4  | Akademisk Boldklub Copenhaga | 1 – 3   | 2 – 1    |
| Real Madrid CF                     | 12 – 0 | AEL Limassol FC              | 6 – 0   | 6 – 0    |

Calificată direct: FK Steaua Roșie Belgrad (deoarece FC Carl Zeiss Jena s-a retras).

### Turul I
| AEK Atena FC                                           | 3 – 0   | AS la Jeunesse d'Esch |
| ------------------------------------------------------ | ------- | --------------------- |
| Papaioannou 27' Papageorgiou 57' Karafeskos 57' (pen.) | Detalii |                       |

| RSC Anderlecht Bruxelles              | 3 – 0   | Glentoran FC Belfast |
| ------------------------------------- | ------- | -------------------- |
| Bergholtz 14' Peeters 22' Nordahl 87' | Detalii |                      |

| Floriana FC      | 1 – 1   | FC Reipas Lahti |
| ---------------- | ------- | --------------- |
| Galea 27' (pen.) | Detalii | Aalto 17'       |

| Malmö FF                 | 2 – 1   | AC Milan   |
| ------------------------ | ------- | ---------- |
| Olsberg 45' Elmstedt 50' | Detalii | Rivera 58' |

| Manchester City FC | 0 – 0   | Fenerbahçe SK Istanbul |
| ------------------ | ------- | ---------------------- |
|                    | Detalii |                        |

| 1. FC Nürnberg | 1 – 1   | AFC Ajax Amsterdam |
| -------------- | ------- | ------------------ |
| Volkert 6'     | Detalii | Cruijff 80'        |

| AS Saint-Étienne      | 2 – 0   | Celtic FC Glasgow |
| --------------------- | ------- | ----------------- |
| Keita 15' Revelli 36' | Detalii |                   |

| Steaua București                          | 3 – 1   | Spartak TAZ Trnava |
| ----------------------------------------- | ------- | ------------------ |
| Creiniceanu 18' Voinea 30' Constantin 51' | Detalii | Kuna 75'           |

| Rosenborg BK Trondheim | 1 – 3   | SK Rapid Viena                                |
| ---------------------- | ------- | --------------------------------------------- |
| Iversen 17'            | Detalii | Bjerregaard 28' Kaltenbrunner 65' Grausam 87' |

| Knattspyrnufélagið Valur Reykjavík | 0 – 0   | SL Benfica Lisabona |
| ---------------------------------- | ------- | ------------------- |
|                                    | Detalii |                     |

| Waterford United FC | 1 – 3   | Manchester United FC |
| ------------------- | ------- | -------------------- |
| Matthews 64'        | Detalii | Law 8', 40', 54'     |

| FC Zürich   | 1 – 3   | Akademisk Boldklub Copenhaga       |
| ----------- | ------- | ---------------------------------- |
| Winiger 51' | Detalii | Hansen 21' Wiberg 25' Petersen 62' |

| Real Madrid CF                                      | 6 – 0   | AEL Limassol FC |
| --------------------------------------------------- | ------- | --------------- |
| Pirri 11', 14' (63) Amancio 17' Pérez 28' Bueno 74' | Detalii |                 |

### Turul II
| AEL Limassol FC | 0 – 6   | Real Madrid CF                                                       |
| --------------- | ------- | -------------------------------------------------------------------- |
|                 | Detalii | Velázquez 7', 11' José Luis 10' Veloso 84' Ortega 86' Zunzunegui 89' |

Real Madrid CF s-a calificat cu scorul general 12–0.
| AS la Jeunesse d'Esch             | 3 – 2   | AEK Atena FC      |
| --------------------------------- | ------- | ----------------- |
| Hoffmann 5' Drouet 40' Langer 77' | Detalii | Vedouris 16', 34' |

AEK Atena FC s-a calificat cu scorul general 5–3.
| Glentoran FC Belfast    | 2 – 2   | RSC Anderlecht Bruxelles   |
| ----------------------- | ------- | -------------------------- |
| Morrow 27' Johnston 59' | Detalii | Devrindt 25' Bergholtz 68' |

RSC Anderlecht Bruxelles s-a calificat cu scorul general 5–2.
| FC Reipas Lahti  | 2 – 0   | Floriana FC |
| ---------------- | ------- | ----------- |
| Holtari 57', 74' | Detalii |             |

FC Reipas Lahti s-a calificat cu scorul general 3–1.
| AC Milan                                    | 4 – 1   | Malmö FF                        |
| ------------------------------------------- | ------- | ------------------------------- |
| Prati 32', 69' Sormani 62' Rivera 88' (pen) | Detalii | Ljungberg 16' · Kristensson 84' |

AC Milan s-a calificat cu scorul general 5–3.
| Fenerbahçe SK Istanbul    | 2 – 1   | Manchester City FC |
| ------------------------- | ------- | ------------------ |
| Çevrim 46' Altıparmak 78' | Detalii | Coleman 11'        |

Fenerbahçe SK Istanbul s-a calificat cu scorul general 2–1.
| AFC Ajax Amsterdam                          | 4 – 0   | 1. FC Nürnberg |
| ------------------------------------------- | ------- | -------------- |
| Swart 22', 51' Groot 86' (pen.) Cruijff 89' | Detalii |                |

AFC Ajax Amsterdam s-a calificat cu scorul general 5–1.
| Celtic FC Glasgow                                     | 4 – 0   | AS Saint-Étienne |
| ----------------------------------------------------- | ------- | ---------------- |
| Gemmell 45' (pen.) Craig 59' Chalmers 67' McBride 87' | Detalii |                  |

Celtic FC Glasgow s-a calificat cu scorul general 4–2.
| Spartak TAZ Trnava           | 4 – 0   | Steaua București |
| ---------------------------- | ------- | ---------------- |
| Švec 4' Adamec 58', 76', 80' | Detalii |                  |

Spartak TAZ Trnava s-a calificat cu scorul general 5–3.
| SK Rapid Viena                      | 3 – 3   | Rosenborg BK Trondheim |
| ----------------------------------- | ------- | ---------------------- |
| Lindmann 10', 80' Kaltenbrunner 19' | Detalii | Iversen 21', 34', 86'  |

SK Rapid Viena s-a calificat cu scorul general 6–4.
| SL Benfica Lisabona                                                                  | 8 – 1   | Knattspyrnufélagið Valur Reykjavík |
| ------------------------------------------------------------------------------------ | ------- | ---------------------------------- |
| Simões 4' Graça 7' José Torres 11', 47', 78' Eusébio 20' Coluna 33' José Augusto 66' | Detalii | Gunnarsson 65'                     |

SL Benfica Lisabona s-a calificat cu scorul general 8–1.
| Manchester United FC                                     | 7 – 1   | Waterford United FC |
| -------------------------------------------------------- | ------- | ------------------- |
| Stiles 41' Law 44', 47', 61', 72' Burns 68' Charlton 85' | Detalii | Casey 73'           |

Manchester United FC s-a calificat cu scorul general 10–2.
| Akademisk Boldklub Copenhaga | 1 – 2   | FC Zürich       |
| ---------------------------- | ------- | --------------- |
| Petersen 75'                 | Detalii | Künzli 72', 80' |

Akademisk Boldklub Copenhaga s-a calificat cu scorul general 4–3.

## Optimi de finală
| Echipa 1             | Total  | Echipa 2                     | Turul I | Turul II |
| -------------------- | ------ | ---------------------------- | ------- | -------- |
| AEK Atena FC         | 2 – 0  | Akademisk Boldklub Copenhaga | 0 – 0   | 2 – 0    |
| AFC Ajax Amsterdam   | 4 – 0  | Fenerbahçe SK Istanbul       | 2 – 0   | 2 – 0    |
| Manchester United FC | 4 – 3  | RSC Anderlecht Bruxelles     | 3 – 0   | 1 – 3    |
| Celtic FC Glasgow    | 6 – 2  | FK Steaua Roșie Belgrad      | 5 – 1   | 1 – 1    |
| FC Reipas Lahti      | 2 – 16 | Spartak TAZ Trnava           | 1 – 9   | 1 – 7    |
| SK Rapid Viena       | 2 – 2  | Real Madrid CF               | 1 – 0   | 1 – 2    |

Calificate direct: SL Benfica Lisabona și AC Milan.

### Turul I
| AEK Atena FC | 0 – 0   | Akademisk Boldklub Copenhaga |
| ------------ | ------- | ---------------------------- |
|              | Detalii |                              |

| AFC Ajax Amsterdam     | 2 – 0   | Fenerbahçe SK Istanbul |
| ---------------------- | ------- | ---------------------- |
| Nuninga 14' Muller 74' | Detalii |                        |

| Manchester United FC      | 3 – 0   | RSC Anderlecht Bruxelles |
| ------------------------- | ------- | ------------------------ |
| Kidd 52' Law 32' 68', 79' | Detalii |                          |

| Celtic FC Glasgow                                    | 5 – 1   | FK Steaua Roșie Belgrad |
| ---------------------------------------------------- | ------- | ----------------------- |
| Murdoch 3' Johnstone 47', 81' Lennox 50' Wallace 75' | Detalii | Lazarević 39'           |

| FC Reipas Lahti | 1 – 9   | Spartak TAZ Trnava                                                               |
| --------------- | ------- | -------------------------------------------------------------------------------- |
| Hyvärinen 90'   | Detalii | Hagara 15' Kabát 22', 82' Švec 26', 60' Kuna 52' Martinkovič 57', 88' Adamec 64' |

| SK Rapid Viena    | 1 – 0   | Real Madrid CF |
| ----------------- | ------- | -------------- |
| Kaltenbrunner 53' | Detalii |                |

### Turul II
| Akademisk Boldklub Copenhaga | 0 – 2   | AEK Atena FC                    |
| ---------------------------- | ------- | ------------------------------- |
| Petersen 75'                 | Detalii | Stamatiadis 25' Papaioannou 80' |

AEK Atena FC s-a calificat cu scorul general 2–0.
| Fenerbahçe SK Istanbul | 0 – 2   | AFC Ajax Amsterdam     |
| ---------------------- | ------- | ---------------------- |
|                        | Detalii | Keizer 55' Nuninga 88' |

AFC Ajax Amsterdam s-a calificat cu scorul general 4–0.
| RSC Anderlecht Bruxelles      | 3 – 1   | Manchester United FC |
| ----------------------------- | ------- | -------------------- |
| Mulder 18' Bergholtz 58', 69' | Detalii | Sartori 7'           |

Manchester United FC s-a calificat cu scorul general 4–3.
| FK Steaua Roșie Belgrad | 1 – 1   | Celtic FC Glasgow |
| ----------------------- | ------- | ----------------- |
| Ostojić 89'             | Detalii | Wallace 78'       |

Celtic FC Glasgow s-a calificat cu scorul general 6–2.
| Spartak TAZ Trnava                                                      | 7 – 1   | FC Reipas Lahti |
| ----------------------------------------------------------------------- | ------- | --------------- |
| Hagara 10' Dobiaš 21', 49' (pen.), 64' Kuna 26' Adamec 38' Hrušecký 58' | Detalii | Niskakoski 71'  |

Spartak TAZ Trnava s-a calificat cu scorul general 16–2.
| Real Madrid CF          | 2 – 1   | SK Rapid Viena  |
| ----------------------- | ------- | --------------- |
| Velázquez 43' Pirri 82' | Detalii | Bjerregaard 49' |

La scorul general 2–2, SK Rapid Viena s-a calificat datorită numărului mai mare de goluri marcate în deplasare.

## Sferturi de finală
| Echipa 1             | Total | Echipa 2            | Turul I | Turul II |
| -------------------- | ----- | ------------------- | ------- | -------- |
| AFC Ajax Amsterdam   | 4 – 4 | SL Benfica Lisabona | 1 – 3   | 3 – 1    |
| AC Milan             | 1 – 0 | Celtic FC Glasgow   | 0 – 0   | 1 – 0    |
| Manchester United FC | 3 – 0 | SK Rapid Viena      | 3 – 0   | 0 – 0    |
| Spartak TAZ Trnava   | 3 – 2 | AEK Atena FC        | 2 – 1   | 1 – 1    |

### Turul I
| AFC Ajax Amsterdam | 1 – 3   | SL Benfica Lisabona                                        |
| ------------------ | ------- | ---------------------------------------------------------- |
| Danielsson 46'     | Detalii | Jacinto Santos 31' (pen.) José Torres 36' José Augusto 61' |

| AC Milan | 0 – 0   | Celtic FC Glasgow |
| -------- | ------- | ----------------- |
|          | Detalii |                   |

| Manchester United FC     | 3 – 0   | SK Rapid Viena |
| ------------------------ | ------- | -------------- |
| Best 43', 68' Morgan 65' | Detalii |                |

| Spartak TAZ Trnava    | 2 – 1   | AEK Atena FC      |
| --------------------- | ------- | ----------------- |
| Jarábek 25' Kabát 44' | Detalii | Sevastopoulos 60' |

### Turul II
| SL Benfica Lisabona | 1 – 3   | AFC Ajax Amsterdam             |
| ------------------- | ------- | ------------------------------ |
| José Torres 70'     | Detalii | Danielsson 9' Cruijff 12', 32' |

La scorul general 4–4 s-a disputat un meci de baraj..
| SK Rapid Viena | 0 – 0   | Manchester United FC |
| -------------- | ------- | -------------------- |
|                | Detalii |                      |

Manchester United FC s-a calificat cu scorul general 3–0.
| Celtic FC Glasgow | 0 – 1   | AC Milan  |
| ----------------- | ------- | --------- |
|                   | Detalii | Prati 12' |

AC Milan s-a calificat cu scorul general 1–0.
| AEK Atena FC    | 1 – 1   | Spartak TAZ Trnava |
| --------------- | ------- | ------------------ |
| Papaioannou 77' | Detalii | Švec 22'           |

Spartak TAZ Trnava s-a calificat cu scorul general 3–2.

### Baraj
| AFC Ajax Amsterdam                | 3 – 0 (d.p.) | SL Benfica Lisabona |
| --------------------------------- | ------------ | ------------------- |
| Cruijff 93' Danielsson 105', 108' | Detalii      |                     |

AFC Ajax Amsterdam s-a calificat.

## Semifinale
| Echipa 1           | Total | Echipa 2             | Turul I | Turul II |
| ------------------ | ----- | -------------------- | ------- | -------- |
| AFC Ajax Amsterdam | 3 – 2 | Spartak TAZ Trnava   | 3 – 0   | 0 – 2    |
| AC Milan           | 2 – 1 | Manchester United FC | 2 – 0   | 0 – 1    |

### Turul I
| AFC Ajax Amsterdam               | 3 – 0   | Spartak TAZ Trnava |
| -------------------------------- | ------- | ------------------ |
| Cruijff 27' Swart 52' Keizer 60' | Detalii |                    |

| AC Milan               | 2 – 0   | Manchester United FC |
| ---------------------- | ------- | -------------------- |
| Hamrin 33' Sormani 49' | Detalii | Fitzpatrick 75'      |

### Turul II
| Spartak TAZ Trnava | 2 – 0   | AFC Ajax Amsterdam |
| ------------------ | ------- | ------------------ |
| Kuna 27', 49'      | Detalii |                    |

AFC Ajax Amsterdam s-a calificat cu scorul general 3–2.
| Manchester United FC | 1 – 0   | AC Milan |
| -------------------- | ------- | -------- |
| Charlton 70'         | Detalii |          |

AC Milan s-a calificat cu scorul general 2–1.

## Finala
| AC Milan | AC Milan | AFC Ajax Amsterdam | AFC Ajax Amsterdam | Așezarea echipelor                                    |
| | \| Finala \| \| 28 mai 1969, ora 20:30 la Madrid (Santiago Bernabéu) \| \| Scor: 4:1 (2:0) \| \| Spectatori: 31.782 \| \| Arbitru: José Maria Ortiz De Mendíbil (Spania) \| \| Detalii \|                                            | \| Finala \| \| 28 mai 1969, ora 20:30 la Madrid (Santiago Bernabéu) \| \| Scor: 4:1 (2:0) \| \| Spectatori: 31.782 \| \| Arbitru: José Maria Ortiz De Mendíbil (Spania) \| \| Detalii \| |                    | Așezarea echipelor AC Milan versus AFC Ajax Amsterdam |
| Fabio Cudicini - Angelo Anquilletti, Karl-Heinz Schnellinger - Roberto Rosato, Saul Malatrasi, Giovanni Trapattoni - Kurt Hamrin, Giovanni Lodetti, Angelo Sormani, Gianni Rivera , Pierino Prati Antrenor: Nereo Rocco | Gerrit Bals - Wim Suurbier (46. Bennie Muller), Barry Hulshoff, Velibor Vasović, Theo van Duivenbode - Anton Pronk, Henk Groot (46. Klaas Nuninga) - Sjaak Swart, Inge Danielsson, Johan Cruyff, Piet Keizer Antrenor: Rinus Michels | |                    | Așezarea echipelor AC Milan versus AFC Ajax Amsterdam |
| 1:0 Pierino Prati (7.) 2:0 Pierino Prati (39.) 3:1 Angelo Sormani (66.) 4:1 Pierino Prati (74.) | · 2:1 Velibor Vasović (61.) | |                    | Așezarea echipelor AC Milan versus AFC Ajax Amsterdam |
| Finala | | |                    |                                                       |
| 28 mai 1969, ora 20:30 la Madrid (Santiago Bernabéu) | | |                    |                                                       |
| Scor: 4:1 (2:0) | | |                    |                                                       |
| Spectatori: 31.782 | | |                    |                                                       |
| Arbitru: José Maria Ortiz De Mendíbil (Spania) | | |                    |                                                       |
| Detalii | | |                    |                                                       |

## Golgheteri
9 goluri
- Denis Law (Manchester United FC)

6 goluri
- Johan Cruyff (AFC Ajax Amsterdam)
- Pierino Prati (AC Milan)

5 goluri
- Jozef Adamec (Spartak TAZ Trnava)
- Valerián Švec (Spartak TAZ Trnava)
- José Augusto Torres (SL Benfica Lisabona)